# Nesvačilka
Nesvačilka är en ort i Tjeckien.   Den ligger i regionen Södra Mähren, i den sydöstra delen av landet, 200 km sydost om huvudstaden Prag. Nesvačilka ligger 197 meter över havet och antalet invånare är 347.
Terrängen runt Nesvačilka är platt.Runt Nesvačilka är det ganska tätbefolkat, med 90 invånare per kvadratkilometer. Närmaste större samhälle är Brno, 18,0 km nordväst om Nesvačilka. Trakten runt Nesvačilka består till största delen av jordbruksmark.